# Стойчев, Тодор
То́дор Сто́йчев То́доров (род. 9 мая 1920 года, Аксаково, Царство Болгария) — болгарский философ, религиовед, государственный и политический деятель. Доктор философских наук. Один из авторов «Атеистического словаря». Герой Социалистического Труда НРБ.

## Биография
Родился 9 мая 1920 года в селе Аджемлер (сегодня город Аксаково).
В 1937 году вступил в Рабочий молодёжный союз, а в 1944 году стал членом Болгарской коммунистической партии.
В 1942 году за революционную деятельность был приговорён прогерманским правительством к пожизненному заключению и освобождён при захвате власти 6—9 сентября 1944 года Отечественным фронтом (коммунисты, партизаны, части болгарской армии и их сторонники), в митингах которого также принял участие Стойчев, свергнув прогерманское правительство, сформировав правительство Отечественного фронта во главе с Кимоном Георгиевым.
Работал инструктором и секретарём околийского (уездного) комитета Рабочего молодёжного союза в Балчике.
В 1949 году стал первым секретарём областного комитета Союза народной молодёжи в Варне.
В 1950—1959 годах — первый секретарь околийского (уездного) комитета Болгарской коммунистической партии в Балчике.
В 1959—1982 годах — первый секретарь окружного комитета Болгарской коммунистической партии в Варне.
С 1958 года — кандидат в члены Центрального комитета Болгарской коммунистической партии, в 1962—1986 годах — член Центрального комитета Болгарской коммунистической партии.
В 1959 году окончил Высшую партийную школу ЦК БРП в Софии.
В 1970 году в специализированном учёном совете по философским наукам Академии общественных наук при ЦК КПСС защитил диссертацию на соискание учёной степени доктора философских наук по теме «Религия и общество: (философско-социологический анализ)».
Работал старшим научным сотрудником Института философии Болгарской академии наук.
В 1971—1981 годах — член Государственного совета Народной Республики Болгарии.
С 3 июля 1974 года по 31 марта 1981 года — кандидатом в члены Политбюро Центрального комитета Болгарской коммунистической партии.
В 1962—1981 годах народный представитель Народного собрания Болгарии IV, V, VI, VII и VIII созывов.
В 1982—1987 годах — посол в Социалистической Республике Румыния.

## Отзывы
Кандидат исторических наук Ф. В. Суханов отмечает:
В 1962 г. вышла статья Т. Стойчева, в которой он пишет о необходимости «преодоления» религии, которая мешает строительству социалистического общества. По мнению Т. Стойчева, религия должна уйти из жизни людей как устаревший элемент, и для её устранения необходимо вытеснить все проявления религии из повседневного быта общества, освободить его от религиозных наслоений. Автор пишет, что против религии необходимо вести с помощью научно-атеистической пропаганды и предлагает необходимые меры по борьбе с церковью.

## Награды
- Герой Социалистического Труда НРБ (1980)[1][11][12]
- Орден «Георгий Димитров»
- Орден «Народная свобода 1941—1944»
- Орден Дружбы народов (СССР, 8.05.1980)[13]

## Научные труды

### Монографии
- Стойчев Т. Социализъм и религия. / БАН, Ин-т по философия. — София: Изд-во БАН, 1971. — 305 с.
- Стойчев Т. Религия и общество : Философско-социологически анализ на отношенията на религията с политиката, морала и изкуството. — София : Изд. „Наука и изкуство“[болг.], 1971. — 409 с.
- Стойчев Т.  Обществено битие и обществено съзнание / БАН, Ин-т по философия. — София: Изд-во БАН, 1972. — 202 с.
- Стойчев Т. Атеистични традиции на българския народ. — София: Партиздат[болг.], 1973. — 222 с.
- Стойчев Т. Идеология и идеологическа борба / БАН, Ин-т за философия. — София : Изд-во БАН, 1976. — 251 с.
- Стойчев Т. Историческият материализъм — философска теория и система. — София: Партиздат[болг.], 1988. — 485 с.

### Статьи
- Стойчев Т. Борбата за преодоляване на религиозните отживелици в социалистическото общество // Изграждане и развитие на социалистическото общество в България. София, 1962.
- Стойчев Т., Стоев А., Мъглова П., Стойчева У. Академик Иван Дуйчев. In memoriam. // Пом. ист. дисциплини. 1991. № 5. С. 262—264
- Стойчев Т., Цветков П. Теоретическая разработка проблем научного атеизма в Болгарии // Вопросы научного атеизма. Вып. 3 / Редкол. А. Ф. Окулов (отв. ред.) и др.; Акад. обществ. наук ЦК КПСС. Ин-т научного атеизма. — М.: Мысль, 1967. — С. 358—363. — 391 с. — 22 000 экз.
- Стойчев Т. Относительно предмета научного атеизма // Вопросы научного атеизма. Вып. 5 / Редкол. сб. А. Ф. Окулов (отв. ред.) и др.; Акад. обществ. наук ЦК КПСС. Ин-т научного атеизма. — М.: Мысль, 1968. — С. 301—322. — 429 с. — 20 000 экз.
- Стойчев Т. Относительно предмета научного атеизма // Вопросы религии и религиоведения. Вып. 1. Антология отечественного религиоведения. Часть 3.: Институт научного атеизма — Институт религиоведения АОН при ЦК КПСС. / Сост. и общ. ред. Ю. П. Зуев, В. В. Шмидт. М.: ИД «МедиаПром», Изд-во РАГС, 2009. — 524 с.

### Научная редакция
- Категории исторического материализма: Материалы международного симпозиума, состоявшегося с 22 по 27 сент. 1981 г. в г. Софии / Редкол.: проф., д-р Стойчев (отв. ред.), д-р Д. Гырдев. — София: Изд-во БАН, 1984. — 228 с.